# Karl Schreiber (Architekt)

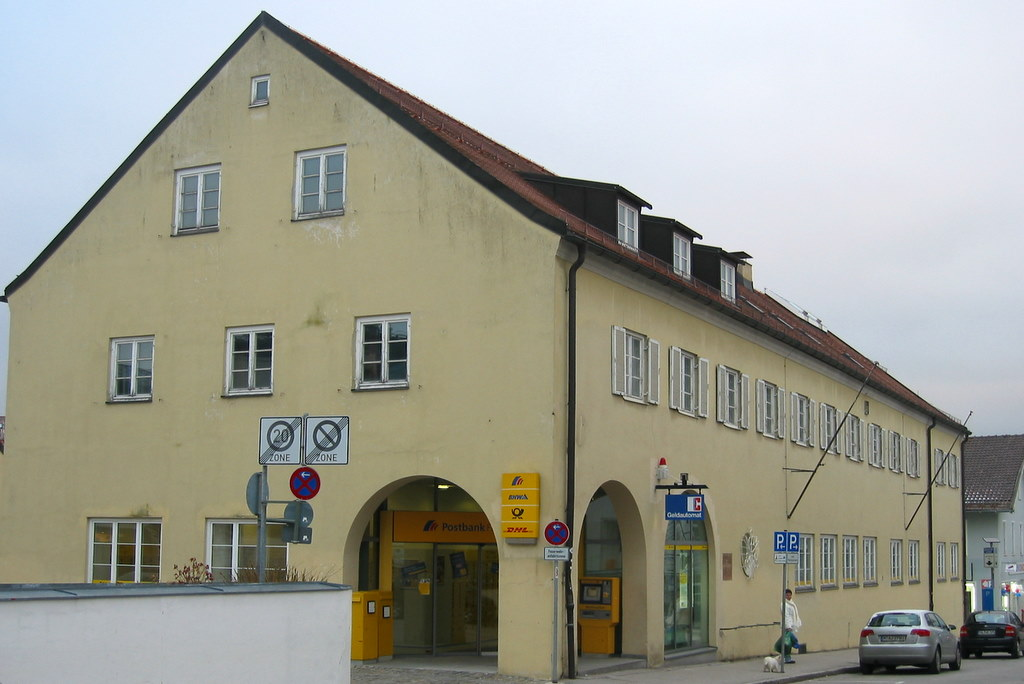
Postamt Bad Tölz

Karl Schreiber (* 28. November 1897; † 1983) war ein deutscher Architekt und Baubeamter der Postbauschule.
Schreiber studierte von 1917 bis 1920 an der Technischen Hochschule München. Von 1924 bis 1938 arbeitete er dann für die Oberpostdirektion München, für die er gemeinsam mit u. a. Robert Vorhoelzer zahlreiche Postbauten in Oberbayern entwarf und realisierte. Anschließend wechselte er an die Oberpostdirektion Regensburg. Von 1943 bis 1945 arbeitete Schreiber in Linz. Von Kriegsende bis zum Abschluss der Entnazifizierung arbeitete er für das Ursulinenkloster in Landshut. 1950 bis 1952 war er für die Oberpostdirektion Regensburg und Landshut tätig, bis er dann zur Oberpostdirektion München wechselte und 1954 zum Oberpostbaurat befördert wurde. Er entwarf auch die Postschule in Dachau.

## Werk
- 1925: Postamt Feldkirchen-Westerham
- 1925: Postamt Tegernsee
- 1926: Postamt Bad Wiessee
- 1926–1927: Postamt Pfaffenhofen an der Ilm
- 1928: Verstärkeramt, Kraftfahrzeug-Halle und Werkstattgebäude Kochel, wurde 2020 vom Kochler Bürgermeister Thomas Holz trotz Denkmalschutz abgerissen
- 1928–1929: Postamt Bad Tölz, 2024 abgerissen
- 1929: Postamt Schleißheim
- 1930: Postamt Schliersee mit Franz Holzhammer, 2012 nach Beschluss des Schlierseer Gemeinderates ersatzlos abgerissen
- 1933: Umbau des Postamts Ismaning
- 1934: Postamt Reit im Winkl

| Personendaten    | Personendaten                      |
| ---------------- | ---------------------------------- |
| NAME             | Schreiber, Karl                    |
| KURZBESCHREIBUNG | deutscher Architekt und Baubeamter |
| GEBURTSDATUM     | 28. November 1897                  |
| STERBEDATUM      | 1983                               |